# Nudo de enamel
El nudo enamel, también llamado "nudo del esmalte", es una localización de células en un órgano del esmalte dental, ubicadas en el centro del epitelio interno del esmalte.

## Características
Se trata de un centro de señalización del diente que proporciona información de posición para la morfogénesis del mismo, y regula el crecimiento de las cúspides. El nudo del esmalte produce una serie de señales moleculares asociadas a  factores de crecimiento de fibroblastos, proteínas morfogenéticas del hueso, y Hedgehog. Estas señales moleculares dirigen el crecimiento del epitelio y el mesénquima circundante.

## Nudos primarios y secundarios
El nudo forma la primera capa de esmalte en la etapa primaria del desarrollo de los dientes. Este nudo primario del esmalte se elimina por apoptosis. Más tarde, los nudos del esmalte secundarios regularán la formación de las futuras cúspides de los dientes.